# Buxton with Lammas
Buxton with Lammas – civil parish w Anglii, w hrabstwie Norfolk, w dystrykcie Broadland. Leży 15 km na północ od Norwich i 171 km na północny wschód od Londynu.
W 2001 miejscowość liczyła 1685 mieszkańców.